# Minne (film)
Pour les articles homonymes, voir Minne, l'ingénue libertine.
Pour plus de détails, voir Fiche technique et Distribution.
Minne est un film français muet réalisé par Jacques de Baroncelli tourné fin 1916 adapté du roman de Colette, L'Ingénue libertine.

## Fiche technique
- Réalisation : Jacques de Baroncelli pour les films Lumina
- Scénario : d'après une nouvelle de Colette
- Format : Noir et blanc - Muet
- Date de sortie : inachevé

## Distribution
- Musidora